# Монетная система Древнего Рима

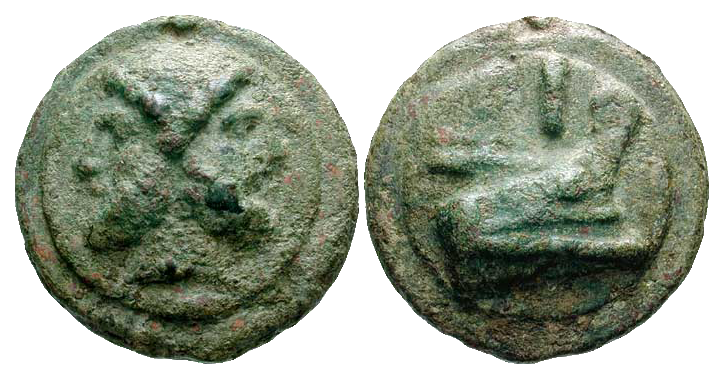
Медный асс, ок. 240—225 годов до н. э.

Монетная система Древнего Рима — античная монетная система, развивавшаяся на территории Апеннинского полуострова начиная со второй половины IV века до н. э. в Римской Республике и впоследствии распространившаяся во всём Средиземноморье. Монетная система Древнего Рима оказала существенное влияние на формирование денежных систем поздней античности и раннего Средневековья в государствах Европы, Малой Азии и Ближнего Востока.

## Монетная система Римской республики
Изначально «денежными» металлами у племён Средней Италии были медь и бронза, поэтому возникшая в Риме монетная система основывалась на медном весовом фунте ─ либре.
По одной из версий в начале III века до н. э. (исследователи Маттингли и Робинзон предложили это время начала выпуска Aes Grave — во втором десятилетии третьего столетия до н. э. — около 289 года до н. э.) начался выпуск литых монет круглой формы («AES GRAVE» — буквально «тяжелая бронза»). По другой выпуск был начат во времена децемвирата («DECEMVIRI», десять мужей), то есть около 450 года до н. э., либо во второй половине IV века до н. э. (возможно около 340—338 гг.). Их вид уже не архаический, а скорее греческий, что указывает на возможное участие греческих монетных мастеров в организации выпуска этих монет.
| Номинал  | Кол-во унций | Тип аверса       | Обозначение номинала |
| -------- | ------------ | ---------------- | -------------------- |
| Асс      | 12           | Голова Януса     | 𐆚 (I, I)             |
| Семис    | 6            | Голова Сатурна   | S                    |
| Триенс   | 4            | Голова Минервы   | ····                 |
| Квадранс | 3            | Голова Геркулеса | ···                  |
| Секстанс | 2            | Голова Меркурия  | ··                   |
| Унция    | 1            | Голова Ромы      | ·                    |

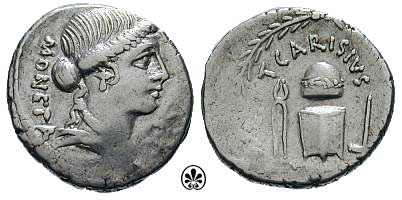
Денарий Тита Каризия с изображением Юноны-Монеты и инструментами монетной чеканки (46 год до н. э.)

К 217 году до н. э. (211 или 269 по другим версиям) в Риме была введена новая монетная система с золотыми, серебряными и бронзовыми монетами, основой которой стал серебряный денарий, равный 10 ассам. Чеканились серебряные монеты — денарии (10 ассов), квинарии (5 ассов) и сестерции (2 1/2 асса). Денарий весил около 4.55 г. (980 проба) или 1/72 фунта (4 скрупула). На аверсе денария была изображена голова Ромы и номинал (X), на реверсе — Диоскуры верхом на лошадях и легенда «ROMA». Квинарий (1/144 фунта = 2 скрупула = 2.275 грамма) на аверсе нес голову Ромы и номинал (V), на реверсе — Диоскуры верхом на лошадях и легенда «ROMA». Сестерций (1/288 фунта = 1 скрупул = 1.137 грамма) имел то же изображение, кроме номинала (IIS — два асса и семис).
| Номинал   | Вес в скрупулах | Обозначение номинала | Тип аверса     | Тип реверса         |
| --------- | --------------- | -------------------- | -------------- | ------------------- |
| Денарий   | 4               | 𐆖 (X, X)             | Голова Ромы    | Диоскуры на конях   |
| Викториат | 3               | —                    | Голова Юпитера | Виктория с трофеями |
| Квинарий  | 2               | 𐆗 (V, V)             | Голова Ромы    | Диоскуры на конях   |
| Сестерций | 1               | 𐆘 (IIS, HS, IIS)     | Голова Ромы    | Диоскуры на конях   |

Золотые монеты выпускались редко и не были частью регулярного чекана республики. Согласно Плинию, выпуск собственных золотых монет был начат в Риме в 217 году до н. э.(или же в 211) в период реформ по закону Фламиния («LEX FLAMINIA»). Это была серия из трёх одинаково оформленных монет в 60, 40 и 20 сестерциев весом в 3.4, 2.2 и 1.1 грамма соответственно. На аверсе была изображена голова Марса и обозначен номинал («LX», «XXXX» и «XX»), на реверсе — орёл на молнии и надпись «ROMA». Это были монеты для покрытия расходов Второй Пунической войны.
Около 217 года до н. э. денарий был приравнен к 16 ассам, а вес асса был приравнен к унции. К началу I века до н. э. серебряная монета создала устойчивую основу денежного обращения Римской Республики, вследствие чего появились условия для превращения медных номиналов в кредитные — в 89 году до н. э. вес асса был уменьшен до 1/24 фунта, хотя приниматься он должен был по-прежнему как 1/16 часть денария (вес которого не изменился).

## Провинциальные выпуски
Провинциальные выпуски возникли в эпоху республики и стали особенно частыми в эпоху империи. Они отличались тем, что, как правило, продолжали существовавшую до прихода римлян местную монетную систему (номиналы, веса и т. д.), однако в то же время использовали римский дизайн наряду с местным. Чеканка велась из малоценных металлов, крайне редко из серебра, но не из золота (золотая чеканка была исключительной прерогативой императора, серебряная — как правило, тоже, но допускались исключения).

## Монетная система Римской Империи

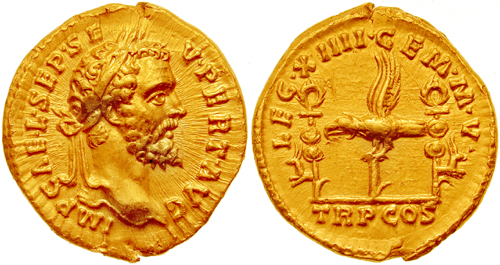
Ауреус Септимия Севера (193 год)

Существенные изменения в монетной системе происходят при Октавиане Августе, когда начинает систематически чеканиться золотой ауреус, приравненный к 25 денариям. В это же время осуществляется пересмотр системы медных номиналов: сестерций (4 асса) и дупондий (2 асса) чеканятся из аурихалка, а асс и квадранс — из бронзы. Таким образом, римская монетная система приобретает следующий вид:
1 ауреус = 25 денариям = 100 сестерциям = 200 дупондиям = 400 ассам.

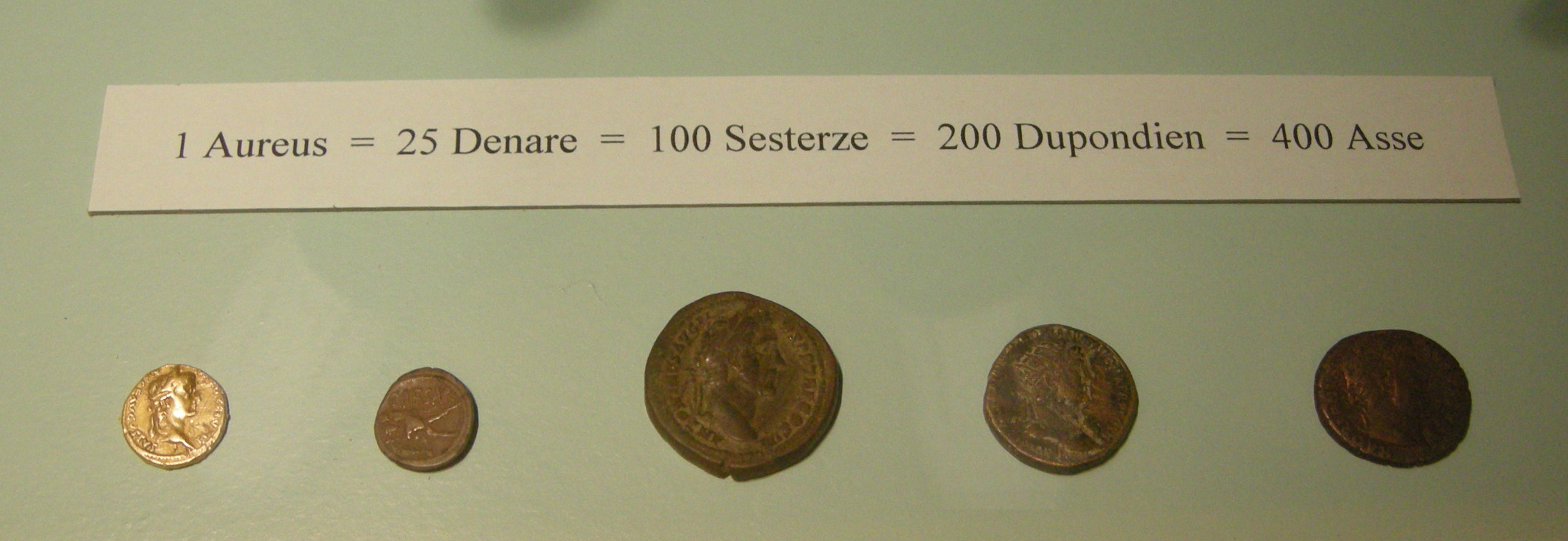
Первая имперская денежная система эпохи Августа

Со времени императора Нерона в связи с ухудшением экономической ситуации началась порча монеты — вес и проба ауреуса и денария стали негласно снижаться. Это подорвало доверие населения к денежной системе. Император Каракалла попытался исправить ситуацию, введя в обращение серебряный антониниан, равный при обмене 2 денариям, но и эта мера дала лишь временный эффект: к концу III века формально серебряные монеты стали чеканиться практически из меди, иногда лишь сверху покрытой серебром. Золотая чеканка находилась в столь же плачевном положении.
Улучшения ситуации добился только император Константин I Великий, который начал выпуск высокопробного золотого солида весом 4,55 грамм (1/72 фунта золота) и ввёл новый стандарт для серебряной чеканки, привязав стоимость серебряных монет к стоимости фунта золота: серебряный милиарисий стоил 1/1000 фунта золота, а силиква — 1/1728 фунта золота.
После гибели Западной Римской Империи эта система была унаследована Византией, а также частично использована варварскими королевствами.